# Darío Álvarez
Pour les articles homonymes, voir Álvarez.
Darío Rafael Álvarez Espinal (né le 17 janvier 1989 à Santiago de los Caballeros, Santiago, République dominicaine) est un lanceur gaucher des Rangers du Texas de la Ligue majeure de baseball.

## Carrière
Darío Álvarez signe son premier contrat professionnel en 2007 avec les Phillies de Philadelphie. Il lance en ligues mineures de 2007 à 2009 dans l'organisation des Phillies, puis en 2013 et 2014 dans celle des Mets de New York. Il fait ses débuts dans le baseball majeur le 3 septembre 2014 comme lanceur de relève face aux Marlins de Miami.